# Katharina Tomaselli
Pour les articles homonymes, voir Tomaselli.
Katharina Tomaselli (née le 27 février 1811 à Vienne, morte le 6 juin 1857 à Brünn) est une chanteuse d'opéra autrichienne.

## Biographie
Katharina Tomaselli est la fille du chanteur Giuseppe Tomaselli (en) ; elle a pour frères les acteurs Franz et Ignaz Tomaselli (it). Comme ses frères, elle a ses premières leçons artistiques de son père. Avec leur aide, elle réussit à faire ses débuts avec succès en 1828 dans le rôle de Myrrha au Theater in der Josefstadt.
En 1830, Tomaselli vient au Hoftheater de Hanovre puis au Salzburger Landestheater. Après cinq ans, elle est embauchée à Brno. Elle donne sa performance d'adieu en 1853. Les trois années suivantes, elle fait des apparitions et de petites tournées. En 1856, elle finit par dire au revoir à la scène et se retire dans la vie privée.
Katharina Tomaselli se marie deux fois : un premier mariage avec l'acteur Wilhelm Thiel et un second en 1842 avec Christian Gallmeyer. D'une liaison avec l'acteur Michael Greiner (it), elle a une fille, la future actrice Josefine Gallmeyer, née en 1838.

## Rôles
- Myrrha – Das unterbrochene Opferfest (Peter von Winter)
- Camilla – Zampa (Ferdinand Hérold)

## Source de la traduction
- (de) Cet article est partiellement ou en totalité issu de l’article de Wikipédia en allemand intitulé « Katharina Tomaselli » (voir la liste des auteurs).